# ONE FOR ALL - ALL FOR ONE
『ONE FOR ALL - ALL FOR ONE』（ワン・フォー・オール　オール・フォー・ワン）は、GALNERYUSの4枚目のオリジナル・アルバム。

## 概要
リリースの前年となる、2006年の暮れ、ベースを担当していたTsuiがバンドを脱退。それに伴い、本作より新たにYU-TOがベースとして加入。
リリース前となる同年6月27日に、「EVERLASTING」が、3曲入り先行シングルとしてリリースされる。なお、同作品の表題曲は、アルバム収録版とはバージョンが異なる。
音楽性として、従来のメロディックスピードメタルを主体としつつも、クラシカルな要素はやや薄れる。一方でより幅広いアプローチをみせ、また、オリジナルアルバムとしては初めて、日本語詞による楽曲を収録しているのも特徴である。
これまでのアルバムと同様、FOOL'S MATE誌の早川洋介がライナーノーツを担当。

## 収録曲
| #         | タイトル               | 作詞           | 作曲      | 時間  |
| --------- | ---------------------- | -------------- | --------- | ----- |
| 1.        | 「RED HORIZON」        | (instrumental) | Syu       | 2:12  |
| 2.        | 「NEW LEGEND」         | YAMA-B         | Syu       | 5:23  |
| 3.        | 「THE NIGHTCRAVER」    | YAMA-B         | YU-TO     | 5:08  |
| 4.        | 「AIM AT THE TOP」     | YAMA-B         | JUNICHI   | 4:45  |
| 5.        | 「EVERLASTING」        | YAMA-B、Syu    | Syu       | 5:02  |
| 6.        | 「LAST NEW SONG」      | YAMA-B         | Syu       | 5:24  |
| 7.        | 「DON'T TOUCH」        | YAMA-B         | Syu       | 6:00  |
| 8.        | 「THE FLAME」          | YAMA-B         | YAMA-B    | 5:03  |
| 9.        | 「CHASING THE WIND」   | YAMA-B         | Syu       | 6:23  |
| 10.       | 「SIGN OF REVOLUTION」 | YAMA-B         | YUHKI     | 5:36  |
| 11.       | 「CRY FOR THE DARK」   | YAMA-B         | Syu       | 5:33  |
| 12.       | 「THE SUN GOES DOWN」  | (instrumental) | Syu       | 1:53  |
| 合計時間: | 合計時間:              | 合計時間:      | 合計時間: | 58:22 |

### 曲解説
1. RED HORIZON
インストゥルメンタル曲。
2. NEW LEGEND
後にベストアルバム『BEST OF THE AWAKENING DAYS』に収録され、セルフカバーベスト『THE IRONHEARTED FLAG Vol.2: REFORMATION SIDE』には、曲名を「RISE UP (THE LEGENDARY PANTHEON)」と改題して収録された。
3. THE NIGHTCRAVER
4. AIM AT THE TOP
5. EVERLASTING
リレコーディングされての収録。シングル版に比べ、キーボードソロが長くなった。ベストアルバム『BEST OF THE AWAKENING DAYS』には本作のテイクで収録され、スペシャルアルバム『UNION GIVES STRENGTH』には本作のリレコーディングバージョンが収録された。
6. LAST NEW SONG
7. DON'T TOUCH
8. THE FLAME
9. CHASING THE WIND
ベストアルバム『BEST OF THE AWAKENING DAYS』に収録され、セルフカバーベスト『THE IRONHEARTED FLAG Vol.2: REFORMATION SIDE』には、曲名を「ALONE」と改題して収録された。
10. SIGN OF REVOLUTION
ベストアルバム『BEST OF THE AWAKENING DAYS』に収録され、セルフカバーベスト『THE IRONHEARTED FLAG Vol.2: REFORMATION SIDE』には、曲名を「THE SIGN OF THE NEXT GENERATION」と改題して収録された。
11. CRY FOR THE DARK
ベストアルバム『BEST OF THE AWAKENING DAYS』に収録された。
12. THE SUN GOES DOWN
インストゥルメンタル曲。